# مقاطعة يوتا (يوتا)
مقاطعة يوتا (بالإنجليزية: Utah County)‏ هي إحدى مقاطعات ولاية يوتا في الولايات المتحدة الأمريكية.

## أعلام
- ميتش جونز
- بيلي كاسبر